# Copa Sudamericana 2020
Navigation
Édition précédente Édition suivante
La Copa Sudamericana 2020, officiellement Copa Conmebol Sudamericana 2020, est la 19e édition de la Copa Sudamericana, équivalent sud-américain de la Ligue Europa. Le vainqueur se qualifie pour la Copa Libertadores 2021, la Recopa Sudamericana 2021 et pour la Coupe Levain 2021. 54 clubs sont engagés dans cette édition : quatre clubs par fédération nationale, sauf pour les fédérations argentine et brésilienne, qui engagent respectivement six clubs, puis les deux meilleurs perdants du troisième tour préliminaire de la Copa Libertadores, et les huit troisièmes de la Copa Libertadores sont repêchés en Copa Sudamericana.
La compétition a connu une longue suspension due à la pandémie de Covid-19.

## Règles
Le format de la compétition est toujours le même et consiste en une série de matchs aller-retour à élimination directe. Les clubs sont départagés ainsi :
- Nombre de buts marqués sur l'ensemble des deux rencontres,
- Nombre de buts marqués à l'extérieur.

En cas d'égalité à la fin du second match, une séance de tirs au but est organisée. Il n'y a pas de prolongations.

## Clubs participants
| Deuxième tour | Deuxième tour | Deuxième tour | Deuxième tour | Deuxième tour | Deuxième tour | Deuxième tour | Deuxième tour | Deuxième tour | Deuxième tour | Deuxième tour | Deuxième tour | Deuxième tour | Deuxième tour | Deuxième tour | Deuxième tour |
| --- | --- | --- | --- | --- | --- | --- | --- | --- | --- | --- | --- | --- | --- | --- | --- |
| - 2 meilleurs repêchés du 3e tour de qualification de la Copa Libertadores : - Atlético Tucumán - Deportes Tolima | - 2 meilleurs repêchés du 3e tour de qualification de la Copa Libertadores : - Atlético Tucumán - Deportes Tolima | - 2 meilleurs repêchés du 3e tour de qualification de la Copa Libertadores : - Atlético Tucumán - Deportes Tolima | - 2 meilleurs repêchés du 3e tour de qualification de la Copa Libertadores : - Atlético Tucumán - Deportes Tolima | - 2 meilleurs repêchés du 3e tour de qualification de la Copa Libertadores : - Atlético Tucumán - Deportes Tolima | - 2 meilleurs repêchés du 3e tour de qualification de la Copa Libertadores : - Atlético Tucumán - Deportes Tolima | - 2 meilleurs repêchés du 3e tour de qualification de la Copa Libertadores : - Atlético Tucumán - Deportes Tolima | - 2 meilleurs repêchés du 3e tour de qualification de la Copa Libertadores : - Atlético Tucumán - Deportes Tolima | - 8 équipes placés 3e dans les poules de la Copa Libertadores : - Junior - Bolívar - Peñarol - São Paulo - Universidad Católica - Estudiantes de Mérida - Defensa y Justicia - Caracas | - 8 équipes placés 3e dans les poules de la Copa Libertadores : - Junior - Bolívar - Peñarol - São Paulo - Universidad Católica - Estudiantes de Mérida - Defensa y Justicia - Caracas | - 8 équipes placés 3e dans les poules de la Copa Libertadores : - Junior - Bolívar - Peñarol - São Paulo - Universidad Católica - Estudiantes de Mérida - Defensa y Justicia - Caracas | - 8 équipes placés 3e dans les poules de la Copa Libertadores : - Junior - Bolívar - Peñarol - São Paulo - Universidad Católica - Estudiantes de Mérida - Defensa y Justicia - Caracas | - 8 équipes placés 3e dans les poules de la Copa Libertadores : - Junior - Bolívar - Peñarol - São Paulo - Universidad Católica - Estudiantes de Mérida - Defensa y Justicia - Caracas | - 8 équipes placés 3e dans les poules de la Copa Libertadores : - Junior - Bolívar - Peñarol - São Paulo - Universidad Católica - Estudiantes de Mérida - Defensa y Justicia - Caracas | - 8 équipes placés 3e dans les poules de la Copa Libertadores : - Junior - Bolívar - Peñarol - São Paulo - Universidad Católica - Estudiantes de Mérida - Defensa y Justicia - Caracas | - 8 équipes placés 3e dans les poules de la Copa Libertadores : - Junior - Bolívar - Peñarol - São Paulo - Universidad Católica - Estudiantes de Mérida - Defensa y Justicia - Caracas |
| Premier tour | | | | | | | | | | | | | | | |
| - Argentinos Juniors Meilleur classé à la Coupe de la Superligue 2019 - Vélez Sarsfield 6e du Championnat d'Argentine de football 2018-2019 - Independiente 7e du Championnat d'Argentine de football 2018-2019 - Unión 8e du Championnat d'Argentine de football 2018-2019 - Huracán 10e du Championnat d'Argentine de football 2018-2019 - Lanús 11e du Championnat d'Argentine de football 2018-2019 - Nacional Potosí 5e du Classement cumulé du championnat de Bolivie 2019 - Blooming 6e du Classement cumulé du championnat de Bolivie 2019 - Always Ready 7e du Classement cumulé du championnat de Bolivie 2019 - Oriente Petrolero 8e du Classement cumulé du championnat de Bolivie 2019 - Deportivo Cali 4e du Classement cumulé du championnat de Colombie 2019 - Atlético Nacional 5e du Classement cumulé du championnat de Colombie 2019 - Millonarios 6e du Classement cumulé du championnat de Colombie 2019 - Deportivo Pasto 7e du Classement cumulé du championnat de Colombie 2019 - Sol de América 5e du Classement cumulé du championnat du Paraguay 2019 - Nacional 6e du Classement cumulé du championnat du Paraguay 2019 - River Plate 7e du Classement cumulé du championnat du Paraguay 2019 - Sportivo Luqueño 8e du Classement cumulé du championnat du Paraguay 2019 - Liverpool Vainqueur du Tournoi intermédiaire du championnat d'Uruguay 2019 - Plaza Colonia 6e du Classement cumulé du championnat d'Uruguay 2019 - River Plate 7e du Classement cumulé du championnat d'Uruguay 2019 - Fénix 8e du Classement cumulé du championnat d'Uruguay 2019 | - Argentinos Juniors Meilleur classé à la Coupe de la Superligue 2019 - Vélez Sarsfield 6e du Championnat d'Argentine de football 2018-2019 - Independiente 7e du Championnat d'Argentine de football 2018-2019 - Unión 8e du Championnat d'Argentine de football 2018-2019 - Huracán 10e du Championnat d'Argentine de football 2018-2019 - Lanús 11e du Championnat d'Argentine de football 2018-2019 - Nacional Potosí 5e du Classement cumulé du championnat de Bolivie 2019 - Blooming 6e du Classement cumulé du championnat de Bolivie 2019 - Always Ready 7e du Classement cumulé du championnat de Bolivie 2019 - Oriente Petrolero 8e du Classement cumulé du championnat de Bolivie 2019 - Deportivo Cali 4e du Classement cumulé du championnat de Colombie 2019 - Atlético Nacional 5e du Classement cumulé du championnat de Colombie 2019 - Millonarios 6e du Classement cumulé du championnat de Colombie 2019 - Deportivo Pasto 7e du Classement cumulé du championnat de Colombie 2019 - Sol de América 5e du Classement cumulé du championnat du Paraguay 2019 - Nacional 6e du Classement cumulé du championnat du Paraguay 2019 - River Plate 7e du Classement cumulé du championnat du Paraguay 2019 - Sportivo Luqueño 8e du Classement cumulé du championnat du Paraguay 2019 - Liverpool Vainqueur du Tournoi intermédiaire du championnat d'Uruguay 2019 - Plaza Colonia 6e du Classement cumulé du championnat d'Uruguay 2019 - River Plate 7e du Classement cumulé du championnat d'Uruguay 2019 - Fénix 8e du Classement cumulé du championnat d'Uruguay 2019 | - Argentinos Juniors Meilleur classé à la Coupe de la Superligue 2019 - Vélez Sarsfield 6e du Championnat d'Argentine de football 2018-2019 - Independiente 7e du Championnat d'Argentine de football 2018-2019 - Unión 8e du Championnat d'Argentine de football 2018-2019 - Huracán 10e du Championnat d'Argentine de football 2018-2019 - Lanús 11e du Championnat d'Argentine de football 2018-2019 - Nacional Potosí 5e du Classement cumulé du championnat de Bolivie 2019 - Blooming 6e du Classement cumulé du championnat de Bolivie 2019 - Always Ready 7e du Classement cumulé du championnat de Bolivie 2019 - Oriente Petrolero 8e du Classement cumulé du championnat de Bolivie 2019 - Deportivo Cali 4e du Classement cumulé du championnat de Colombie 2019 - Atlético Nacional 5e du Classement cumulé du championnat de Colombie 2019 - Millonarios 6e du Classement cumulé du championnat de Colombie 2019 - Deportivo Pasto 7e du Classement cumulé du championnat de Colombie 2019 - Sol de América 5e du Classement cumulé du championnat du Paraguay 2019 - Nacional 6e du Classement cumulé du championnat du Paraguay 2019 - River Plate 7e du Classement cumulé du championnat du Paraguay 2019 - Sportivo Luqueño 8e du Classement cumulé du championnat du Paraguay 2019 - Liverpool Vainqueur du Tournoi intermédiaire du championnat d'Uruguay 2019 - Plaza Colonia 6e du Classement cumulé du championnat d'Uruguay 2019 - River Plate 7e du Classement cumulé du championnat d'Uruguay 2019 - Fénix 8e du Classement cumulé du championnat d'Uruguay 2019 | - Argentinos Juniors Meilleur classé à la Coupe de la Superligue 2019 - Vélez Sarsfield 6e du Championnat d'Argentine de football 2018-2019 - Independiente 7e du Championnat d'Argentine de football 2018-2019 - Unión 8e du Championnat d'Argentine de football 2018-2019 - Huracán 10e du Championnat d'Argentine de football 2018-2019 - Lanús 11e du Championnat d'Argentine de football 2018-2019 - Nacional Potosí 5e du Classement cumulé du championnat de Bolivie 2019 - Blooming 6e du Classement cumulé du championnat de Bolivie 2019 - Always Ready 7e du Classement cumulé du championnat de Bolivie 2019 - Oriente Petrolero 8e du Classement cumulé du championnat de Bolivie 2019 - Deportivo Cali 4e du Classement cumulé du championnat de Colombie 2019 - Atlético Nacional 5e du Classement cumulé du championnat de Colombie 2019 - Millonarios 6e du Classement cumulé du championnat de Colombie 2019 - Deportivo Pasto 7e du Classement cumulé du championnat de Colombie 2019 - Sol de América 5e du Classement cumulé du championnat du Paraguay 2019 - Nacional 6e du Classement cumulé du championnat du Paraguay 2019 - River Plate 7e du Classement cumulé du championnat du Paraguay 2019 - Sportivo Luqueño 8e du Classement cumulé du championnat du Paraguay 2019 - Liverpool Vainqueur du Tournoi intermédiaire du championnat d'Uruguay 2019 - Plaza Colonia 6e du Classement cumulé du championnat d'Uruguay 2019 - River Plate 7e du Classement cumulé du championnat d'Uruguay 2019 - Fénix 8e du Classement cumulé du championnat d'Uruguay 2019 | - Argentinos Juniors Meilleur classé à la Coupe de la Superligue 2019 - Vélez Sarsfield 6e du Championnat d'Argentine de football 2018-2019 - Independiente 7e du Championnat d'Argentine de football 2018-2019 - Unión 8e du Championnat d'Argentine de football 2018-2019 - Huracán 10e du Championnat d'Argentine de football 2018-2019 - Lanús 11e du Championnat d'Argentine de football 2018-2019 - Nacional Potosí 5e du Classement cumulé du championnat de Bolivie 2019 - Blooming 6e du Classement cumulé du championnat de Bolivie 2019 - Always Ready 7e du Classement cumulé du championnat de Bolivie 2019 - Oriente Petrolero 8e du Classement cumulé du championnat de Bolivie 2019 - Deportivo Cali 4e du Classement cumulé du championnat de Colombie 2019 - Atlético Nacional 5e du Classement cumulé du championnat de Colombie 2019 - Millonarios 6e du Classement cumulé du championnat de Colombie 2019 - Deportivo Pasto 7e du Classement cumulé du championnat de Colombie 2019 - Sol de América 5e du Classement cumulé du championnat du Paraguay 2019 - Nacional 6e du Classement cumulé du championnat du Paraguay 2019 - River Plate 7e du Classement cumulé du championnat du Paraguay 2019 - Sportivo Luqueño 8e du Classement cumulé du championnat du Paraguay 2019 - Liverpool Vainqueur du Tournoi intermédiaire du championnat d'Uruguay 2019 - Plaza Colonia 6e du Classement cumulé du championnat d'Uruguay 2019 - River Plate 7e du Classement cumulé du championnat d'Uruguay 2019 - Fénix 8e du Classement cumulé du championnat d'Uruguay 2019 | - Argentinos Juniors Meilleur classé à la Coupe de la Superligue 2019 - Vélez Sarsfield 6e du Championnat d'Argentine de football 2018-2019 - Independiente 7e du Championnat d'Argentine de football 2018-2019 - Unión 8e du Championnat d'Argentine de football 2018-2019 - Huracán 10e du Championnat d'Argentine de football 2018-2019 - Lanús 11e du Championnat d'Argentine de football 2018-2019 - Nacional Potosí 5e du Classement cumulé du championnat de Bolivie 2019 - Blooming 6e du Classement cumulé du championnat de Bolivie 2019 - Always Ready 7e du Classement cumulé du championnat de Bolivie 2019 - Oriente Petrolero 8e du Classement cumulé du championnat de Bolivie 2019 - Deportivo Cali 4e du Classement cumulé du championnat de Colombie 2019 - Atlético Nacional 5e du Classement cumulé du championnat de Colombie 2019 - Millonarios 6e du Classement cumulé du championnat de Colombie 2019 - Deportivo Pasto 7e du Classement cumulé du championnat de Colombie 2019 - Sol de América 5e du Classement cumulé du championnat du Paraguay 2019 - Nacional 6e du Classement cumulé du championnat du Paraguay 2019 - River Plate 7e du Classement cumulé du championnat du Paraguay 2019 - Sportivo Luqueño 8e du Classement cumulé du championnat du Paraguay 2019 - Liverpool Vainqueur du Tournoi intermédiaire du championnat d'Uruguay 2019 - Plaza Colonia 6e du Classement cumulé du championnat d'Uruguay 2019 - River Plate 7e du Classement cumulé du championnat d'Uruguay 2019 - Fénix 8e du Classement cumulé du championnat d'Uruguay 2019 | - Argentinos Juniors Meilleur classé à la Coupe de la Superligue 2019 - Vélez Sarsfield 6e du Championnat d'Argentine de football 2018-2019 - Independiente 7e du Championnat d'Argentine de football 2018-2019 - Unión 8e du Championnat d'Argentine de football 2018-2019 - Huracán 10e du Championnat d'Argentine de football 2018-2019 - Lanús 11e du Championnat d'Argentine de football 2018-2019 - Nacional Potosí 5e du Classement cumulé du championnat de Bolivie 2019 - Blooming 6e du Classement cumulé du championnat de Bolivie 2019 - Always Ready 7e du Classement cumulé du championnat de Bolivie 2019 - Oriente Petrolero 8e du Classement cumulé du championnat de Bolivie 2019 - Deportivo Cali 4e du Classement cumulé du championnat de Colombie 2019 - Atlético Nacional 5e du Classement cumulé du championnat de Colombie 2019 - Millonarios 6e du Classement cumulé du championnat de Colombie 2019 - Deportivo Pasto 7e du Classement cumulé du championnat de Colombie 2019 - Sol de América 5e du Classement cumulé du championnat du Paraguay 2019 - Nacional 6e du Classement cumulé du championnat du Paraguay 2019 - River Plate 7e du Classement cumulé du championnat du Paraguay 2019 - Sportivo Luqueño 8e du Classement cumulé du championnat du Paraguay 2019 - Liverpool Vainqueur du Tournoi intermédiaire du championnat d'Uruguay 2019 - Plaza Colonia 6e du Classement cumulé du championnat d'Uruguay 2019 - River Plate 7e du Classement cumulé du championnat d'Uruguay 2019 - Fénix 8e du Classement cumulé du championnat d'Uruguay 2019 | - Argentinos Juniors Meilleur classé à la Coupe de la Superligue 2019 - Vélez Sarsfield 6e du Championnat d'Argentine de football 2018-2019 - Independiente 7e du Championnat d'Argentine de football 2018-2019 - Unión 8e du Championnat d'Argentine de football 2018-2019 - Huracán 10e du Championnat d'Argentine de football 2018-2019 - Lanús 11e du Championnat d'Argentine de football 2018-2019 - Nacional Potosí 5e du Classement cumulé du championnat de Bolivie 2019 - Blooming 6e du Classement cumulé du championnat de Bolivie 2019 - Always Ready 7e du Classement cumulé du championnat de Bolivie 2019 - Oriente Petrolero 8e du Classement cumulé du championnat de Bolivie 2019 - Deportivo Cali 4e du Classement cumulé du championnat de Colombie 2019 - Atlético Nacional 5e du Classement cumulé du championnat de Colombie 2019 - Millonarios 6e du Classement cumulé du championnat de Colombie 2019 - Deportivo Pasto 7e du Classement cumulé du championnat de Colombie 2019 - Sol de América 5e du Classement cumulé du championnat du Paraguay 2019 - Nacional 6e du Classement cumulé du championnat du Paraguay 2019 - River Plate 7e du Classement cumulé du championnat du Paraguay 2019 - Sportivo Luqueño 8e du Classement cumulé du championnat du Paraguay 2019 - Liverpool Vainqueur du Tournoi intermédiaire du championnat d'Uruguay 2019 - Plaza Colonia 6e du Classement cumulé du championnat d'Uruguay 2019 - River Plate 7e du Classement cumulé du championnat d'Uruguay 2019 - Fénix 8e du Classement cumulé du championnat d'Uruguay 2019 | - Fortaleza 9e du Championnat du Brésil de football 2019 - Goiás 10e du Championnat du Brésil de football 2019 - Bahia 11e du Championnat du Brésil de football 2019 - Vasco da Gama 12e du Championnat du Brésil de football 2019 - Mineiro 13e du Championnat du Brésil de football 2019 - Fluminense 14e du Championnat du Brésil de football 2019 - Unión La Calera 4e du Championnat du Chili de football 2019 - Coquimbo Unido 5e du Championnat du Chili de football 2019 - Huachipato 6e du Championnat du Chili de football 2019 - Audax Italiano 7e du Championnat du Chili de football 2019 - Universidad Católica 3e du Classement cumulé du championnat d'Équateur 2019 - Aucas 7e du Classement cumulé du championnat d'Équateur 2019 - Emelec 8e du Classement cumulé du championnat d'Équateur 2019 - El Nacional 9e du Classement cumulé du championnat d'Équateur 2019 - Sport Huancayo 5e du Championnat du Pérou de football 2019 - Melgar 6e du Championnat du Pérou de football 2019 - Cusco FC 7e du Championnat du Pérou de football 2019 - Atlético Grau Vainqueur de la Copa Bicentenario 2019 - Zamora Vainqueur de la Coupe du Venezuela 2019 - Mineros de Guayana 2e du Tournoi Ouverture du championnat du Venezuela 2019 - Llaneros 3e du Tournoi clôture du championnat du Venezuela 2019 - Aragua 5e du Classement cumulé du championnat du Venezuela 2019 | - Fortaleza 9e du Championnat du Brésil de football 2019 - Goiás 10e du Championnat du Brésil de football 2019 - Bahia 11e du Championnat du Brésil de football 2019 - Vasco da Gama 12e du Championnat du Brésil de football 2019 - Mineiro 13e du Championnat du Brésil de football 2019 - Fluminense 14e du Championnat du Brésil de football 2019 - Unión La Calera 4e du Championnat du Chili de football 2019 - Coquimbo Unido 5e du Championnat du Chili de football 2019 - Huachipato 6e du Championnat du Chili de football 2019 - Audax Italiano 7e du Championnat du Chili de football 2019 - Universidad Católica 3e du Classement cumulé du championnat d'Équateur 2019 - Aucas 7e du Classement cumulé du championnat d'Équateur 2019 - Emelec 8e du Classement cumulé du championnat d'Équateur 2019 - El Nacional 9e du Classement cumulé du championnat d'Équateur 2019 - Sport Huancayo 5e du Championnat du Pérou de football 2019 - Melgar 6e du Championnat du Pérou de football 2019 - Cusco FC 7e du Championnat du Pérou de football 2019 - Atlético Grau Vainqueur de la Copa Bicentenario 2019 - Zamora Vainqueur de la Coupe du Venezuela 2019 - Mineros de Guayana 2e du Tournoi Ouverture du championnat du Venezuela 2019 - Llaneros 3e du Tournoi clôture du championnat du Venezuela 2019 - Aragua 5e du Classement cumulé du championnat du Venezuela 2019 | - Fortaleza 9e du Championnat du Brésil de football 2019 - Goiás 10e du Championnat du Brésil de football 2019 - Bahia 11e du Championnat du Brésil de football 2019 - Vasco da Gama 12e du Championnat du Brésil de football 2019 - Mineiro 13e du Championnat du Brésil de football 2019 - Fluminense 14e du Championnat du Brésil de football 2019 - Unión La Calera 4e du Championnat du Chili de football 2019 - Coquimbo Unido 5e du Championnat du Chili de football 2019 - Huachipato 6e du Championnat du Chili de football 2019 - Audax Italiano 7e du Championnat du Chili de football 2019 - Universidad Católica 3e du Classement cumulé du championnat d'Équateur 2019 - Aucas 7e du Classement cumulé du championnat d'Équateur 2019 - Emelec 8e du Classement cumulé du championnat d'Équateur 2019 - El Nacional 9e du Classement cumulé du championnat d'Équateur 2019 - Sport Huancayo 5e du Championnat du Pérou de football 2019 - Melgar 6e du Championnat du Pérou de football 2019 - Cusco FC 7e du Championnat du Pérou de football 2019 - Atlético Grau Vainqueur de la Copa Bicentenario 2019 - Zamora Vainqueur de la Coupe du Venezuela 2019 - Mineros de Guayana 2e du Tournoi Ouverture du championnat du Venezuela 2019 - Llaneros 3e du Tournoi clôture du championnat du Venezuela 2019 - Aragua 5e du Classement cumulé du championnat du Venezuela 2019 | - Fortaleza 9e du Championnat du Brésil de football 2019 - Goiás 10e du Championnat du Brésil de football 2019 - Bahia 11e du Championnat du Brésil de football 2019 - Vasco da Gama 12e du Championnat du Brésil de football 2019 - Mineiro 13e du Championnat du Brésil de football 2019 - Fluminense 14e du Championnat du Brésil de football 2019 - Unión La Calera 4e du Championnat du Chili de football 2019 - Coquimbo Unido 5e du Championnat du Chili de football 2019 - Huachipato 6e du Championnat du Chili de football 2019 - Audax Italiano 7e du Championnat du Chili de football 2019 - Universidad Católica 3e du Classement cumulé du championnat d'Équateur 2019 - Aucas 7e du Classement cumulé du championnat d'Équateur 2019 - Emelec 8e du Classement cumulé du championnat d'Équateur 2019 - El Nacional 9e du Classement cumulé du championnat d'Équateur 2019 - Sport Huancayo 5e du Championnat du Pérou de football 2019 - Melgar 6e du Championnat du Pérou de football 2019 - Cusco FC 7e du Championnat du Pérou de football 2019 - Atlético Grau Vainqueur de la Copa Bicentenario 2019 - Zamora Vainqueur de la Coupe du Venezuela 2019 - Mineros de Guayana 2e du Tournoi Ouverture du championnat du Venezuela 2019 - Llaneros 3e du Tournoi clôture du championnat du Venezuela 2019 - Aragua 5e du Classement cumulé du championnat du Venezuela 2019 | - Fortaleza 9e du Championnat du Brésil de football 2019 - Goiás 10e du Championnat du Brésil de football 2019 - Bahia 11e du Championnat du Brésil de football 2019 - Vasco da Gama 12e du Championnat du Brésil de football 2019 - Mineiro 13e du Championnat du Brésil de football 2019 - Fluminense 14e du Championnat du Brésil de football 2019 - Unión La Calera 4e du Championnat du Chili de football 2019 - Coquimbo Unido 5e du Championnat du Chili de football 2019 - Huachipato 6e du Championnat du Chili de football 2019 - Audax Italiano 7e du Championnat du Chili de football 2019 - Universidad Católica 3e du Classement cumulé du championnat d'Équateur 2019 - Aucas 7e du Classement cumulé du championnat d'Équateur 2019 - Emelec 8e du Classement cumulé du championnat d'Équateur 2019 - El Nacional 9e du Classement cumulé du championnat d'Équateur 2019 - Sport Huancayo 5e du Championnat du Pérou de football 2019 - Melgar 6e du Championnat du Pérou de football 2019 - Cusco FC 7e du Championnat du Pérou de football 2019 - Atlético Grau Vainqueur de la Copa Bicentenario 2019 - Zamora Vainqueur de la Coupe du Venezuela 2019 - Mineros de Guayana 2e du Tournoi Ouverture du championnat du Venezuela 2019 - Llaneros 3e du Tournoi clôture du championnat du Venezuela 2019 - Aragua 5e du Classement cumulé du championnat du Venezuela 2019 | - Fortaleza 9e du Championnat du Brésil de football 2019 - Goiás 10e du Championnat du Brésil de football 2019 - Bahia 11e du Championnat du Brésil de football 2019 - Vasco da Gama 12e du Championnat du Brésil de football 2019 - Mineiro 13e du Championnat du Brésil de football 2019 - Fluminense 14e du Championnat du Brésil de football 2019 - Unión La Calera 4e du Championnat du Chili de football 2019 - Coquimbo Unido 5e du Championnat du Chili de football 2019 - Huachipato 6e du Championnat du Chili de football 2019 - Audax Italiano 7e du Championnat du Chili de football 2019 - Universidad Católica 3e du Classement cumulé du championnat d'Équateur 2019 - Aucas 7e du Classement cumulé du championnat d'Équateur 2019 - Emelec 8e du Classement cumulé du championnat d'Équateur 2019 - El Nacional 9e du Classement cumulé du championnat d'Équateur 2019 - Sport Huancayo 5e du Championnat du Pérou de football 2019 - Melgar 6e du Championnat du Pérou de football 2019 - Cusco FC 7e du Championnat du Pérou de football 2019 - Atlético Grau Vainqueur de la Copa Bicentenario 2019 - Zamora Vainqueur de la Coupe du Venezuela 2019 - Mineros de Guayana 2e du Tournoi Ouverture du championnat du Venezuela 2019 - Llaneros 3e du Tournoi clôture du championnat du Venezuela 2019 - Aragua 5e du Classement cumulé du championnat du Venezuela 2019 | - Fortaleza 9e du Championnat du Brésil de football 2019 - Goiás 10e du Championnat du Brésil de football 2019 - Bahia 11e du Championnat du Brésil de football 2019 - Vasco da Gama 12e du Championnat du Brésil de football 2019 - Mineiro 13e du Championnat du Brésil de football 2019 - Fluminense 14e du Championnat du Brésil de football 2019 - Unión La Calera 4e du Championnat du Chili de football 2019 - Coquimbo Unido 5e du Championnat du Chili de football 2019 - Huachipato 6e du Championnat du Chili de football 2019 - Audax Italiano 7e du Championnat du Chili de football 2019 - Universidad Católica 3e du Classement cumulé du championnat d'Équateur 2019 - Aucas 7e du Classement cumulé du championnat d'Équateur 2019 - Emelec 8e du Classement cumulé du championnat d'Équateur 2019 - El Nacional 9e du Classement cumulé du championnat d'Équateur 2019 - Sport Huancayo 5e du Championnat du Pérou de football 2019 - Melgar 6e du Championnat du Pérou de football 2019 - Cusco FC 7e du Championnat du Pérou de football 2019 - Atlético Grau Vainqueur de la Copa Bicentenario 2019 - Zamora Vainqueur de la Coupe du Venezuela 2019 - Mineros de Guayana 2e du Tournoi Ouverture du championnat du Venezuela 2019 - Llaneros 3e du Tournoi clôture du championnat du Venezuela 2019 - Aragua 5e du Classement cumulé du championnat du Venezuela 2019 | - Fortaleza 9e du Championnat du Brésil de football 2019 - Goiás 10e du Championnat du Brésil de football 2019 - Bahia 11e du Championnat du Brésil de football 2019 - Vasco da Gama 12e du Championnat du Brésil de football 2019 - Mineiro 13e du Championnat du Brésil de football 2019 - Fluminense 14e du Championnat du Brésil de football 2019 - Unión La Calera 4e du Championnat du Chili de football 2019 - Coquimbo Unido 5e du Championnat du Chili de football 2019 - Huachipato 6e du Championnat du Chili de football 2019 - Audax Italiano 7e du Championnat du Chili de football 2019 - Universidad Católica 3e du Classement cumulé du championnat d'Équateur 2019 - Aucas 7e du Classement cumulé du championnat d'Équateur 2019 - Emelec 8e du Classement cumulé du championnat d'Équateur 2019 - El Nacional 9e du Classement cumulé du championnat d'Équateur 2019 - Sport Huancayo 5e du Championnat du Pérou de football 2019 - Melgar 6e du Championnat du Pérou de football 2019 - Cusco FC 7e du Championnat du Pérou de football 2019 - Atlético Grau Vainqueur de la Copa Bicentenario 2019 - Zamora Vainqueur de la Coupe du Venezuela 2019 - Mineros de Guayana 2e du Tournoi Ouverture du championnat du Venezuela 2019 - Llaneros 3e du Tournoi clôture du championnat du Venezuela 2019 - Aragua 5e du Classement cumulé du championnat du Venezuela 2019 |

## Compétition

### Premier tour
Les 22 qualifiés après matchs aller et retour seront rejoint au deuxième tour par les deux meilleurs repêchés du 3e tour de qualification de la Copa Libertadores et les huit troisièmes repêchés de la phase de groupes de la Copa Libertadores
Tirage au sort du premier tour effectué le 17 décembre 2019.
Les matchs se déroulent entre le 4 février et le 27 février 2020.
| Équipe             | Aller | Total            | Retour | Équipe               |
| ------------------ | ----- | ---------------- | ------ | -------------------- |
| Coquimbo Unido     | 3 - 0 | 3 - 1            | 0 - 1  | Aragua               |
| Vasco da Gama      | 1 - 0 | 1 - 0            | 0 - 0  | Oriente Petrolero    |
| Blooming           | 0 - 3 | 0 - 5            | 0 - 2  | Emelec               |
| Zamora             | 1 - 0 | 1 - 3            | 0 - 3  | Plaza Colonia        |
| Nacional Potosí    | 0 - 2 | 2 - 2 (3 - 4tab) | 2 - 0  | Melgar               |
| Atlético Grau      | 1 - 2 | 1 - 3            | 0 - 1  | River Plate          |
| Unión              | 3 - 0 | 3 - 2            | 0 - 2  | Atlético Mineiro     |
| Bahia              | 3 - 0 | 6-1              | 3 - 1  | Nacional             |
| Fénix              | 1 - 0 | 3 - 2            | 2 - 2  | El Nacional          |
| Atlético Nacional  | 3 - 0 | 4 - 1            | 1 - 1  | Huracán              |
| Sol de América     | 1 - 0 | 2-0              | 1 - 0  | Goiás                |
| Mineros de Guayana | 2 - 3 | 4 - 5            | 2 - 2  | Sportivo Luqueño     |
| Vélez Sarsfield    | 1 - 0 | 2E - 2           | 1 - 2  | Aucas                |
| Millonarios        | 2 - 0 | 2 - 1            | 0 - 1  | Always Ready         |
| Lanús              | 3 - 0 | 3 - 2            | 0 - 2  | Universidad Católica |
| Deportivo Cali     | 2 - 1 | 5 - 2            | 3 - 1  | River Plate          |
| Argentinos Juniors | 1 - 1 | 1 - 1E           | 0 - 0  | Sport Huancayo       |
| Fluminense         | 1 - 1 | 1 - 1E           | 0 - 0  | Unión La Calera      |
| Huachipato         | 1 - 0 | 2 - 0            | 1 - 0  | Deportivo Pasto      |
| Cusco FC           | 2 - 0 | 2 - 3            | 0 - 3  | Audax Italiano       |
| Independiente      | 1 - 0 | 2E - 2           | 1 - 2  | Fortaleza            |
| Llaneros           | 0 - 2 | 0 - 7            | 0 - 5  | Liverpool            |

### Deuxième tour
Les matchs aller et retour devaient se jouer en mai 2020.
| Équipe            | Aller | Total          | Retour | Équipe                |
| ----------------- | ----- | -------------- | ------ | --------------------- |
| Independiente     | 1 - 0 | 2 - 1          | 1 - 1  | Atlético Tucumán      |
| Unión             | 0 - 1 | 2E - 2         | 2 - 1  | Emelec                |
| Unión La Calera   | 0 - 0 | 1E - 1         | 1 - 1  | Deportes Tolima       |
| Sol de América    | 0 - 0 | 1 - 2          | 1 - 2  | Universidad Católica  |
| Millonarios       | 1 - 2 | 3 - 3 (4-5tab) | 2 - 1  | Deportivo Cali        |
| Sport Huancayo    | 1 - 1 | 3 - 2          | 2 - 1  | Liverpool             |
| Vasco da Gama     | 1 - 0 | 1 - 0          | 0 - 0  | Caracas               |
| Lanús             | 3 - 2 | 6E - 6         | 3 - 4  | São Paulo             |
| Audax Italiano    | 2 - 1 | 2 - 4          | 0 - 3  | Bolívar               |
| Sportivo Luqueño  | 1 - 2 | 2 - 3          | 1 - 1  | Defensa y Justicia    |
| Coquimbo Unido    | 3 - 0 | 5 - 0          | 2 - 0  | Estudiantes de Mérida |
| Vélez Sarsfield   | 0 - 0 | 1E - 1         | 1 - 1  | Peñarol               |
| Atlético Nacional | 1 - 1 | 2 - 4          | 1 - 3  | River Plate           |
| Plaza Colonia     | 0 - 1 | 0 - 1          | 0 - 0  | Junior                |
| Melgar            | 1 - 0 | 1 - 4          | 0 - 4  | Bahia                 |
| Fénix             | 3 - 1 | 4 - 2          | 1 - 1  | Huachipato            |

### Huitièmes de finale
Les matchs aller et retour devaient se jouer en juillet 2020.
| Équipe             | Aller | Total           | Retour | Équipe               |
| ------------------ | ----- | --------------- | ------ | -------------------- |
| Defensa y Justicia | 1 - 1 | 2 - 1           | 1 - 0  | Vasco da Gama        |
| Bolívar            | 2 - 1 | 4 - 7           | 2 - 6  | Lanús                |
| Junior             | 2 - 1 | 3 - 3 4 - 2 tab | 1 - 2  | Unión La Calera      |
| Vélez Sarsfield    | 2 - 0 | 7 - 1           | 5 - 1  | Deportivo Cali       |
| Coquimbo Unido     | 0 - 0 | 2 - 0           | 2 - 0  | Sport Huancayo       |
| Bahia              | 1 - 0 | 1 - 0           | 0 - 0  | Unión                |
| Fénix              | 1 - 4 | 1 - 5           | 0 - 1  | Independiente        |
| River Plate        | 1 - 2 | 2 - 2e          | 1 - 0  | Universidad Católica |

### Quarts de finale
Les matchs aller devaient se jouer en juillet et les matchs retour en août 2020.
| Équipe          | Aller | Total  | Retour | Équipe               |
| --------------- | ----- | ------ | ------ | -------------------- |
| Lanús           | 0 - 0 | 3 - 1  | 3 -1   | Independiente        |
| Bahia           | 2 - 3 | 2 - 4  | 0 - 1  | Defensa y Justicia   |
| Junior          | 1 - 2 | 2 - 2e | 1 - 0  | Coquimbo Unido       |
| Vélez Sarsfield | 1 - 2 | 4 - 3  | 3 - 1  | Universidad Católica |

### Demi-finales
Les matchs aller devaient se jouer en septembre et les matchs retour en octobre 2020.
| Équipe          | Aller | Total | Retour | Équipe             |
| --------------- | ----- | ----- | ------ | ------------------ |
| Vélez Sarsfield | 0 - 1 | 0 - 4 | 0 - 3  | Lanús              |
| Coquimbo Unido  | 0 - 0 | 2 - 4 | 2 - 4  | Defensa y Justicia |

### Finale
| Match 105       | Lanús | 0 - 3   | Defensa y Justicia                     | Stade Mario-Alberto-Kempes, Córdoba |  |
| 23 janvier 2021 |       | (0 - 1) | 34e Frías · 62e Romero · 90+2e Camacho |                                     |  |

### Tableau final
|  | Huitièmes de finale  | Huitièmes de finale  | Huitièmes de finale  | Huitièmes de finale  |                 |                 | Quarts de finale | Quarts de finale | Quarts de finale | Quarts de finale |  |  | Demi-finales | Demi-finales | Demi-finales | Demi-finales |  |  | Finale                                                | Finale | Finale | Finale |
|  |                      |                      |                      |                      |                 |                 |                  |                  |                  |                  |  |  |              |              |              |              |  |  |                                                       |        |        |        |
|  |                      |                      |                      |                      |                 |                 |                  |                  |                  |                  |  |  |              |              |              |              |  |  | 23 janvier 2021 - Stade Mario-Alberto-Kempes, Córdoba |        |        |        |
|  | Vélez Sarsfield      | Vélez Sarsfield      | 2                    | 5                    |                 |                 |                  |                  |                  |                  |  |  |              |              |              |              |  |  |                                                       |        |        |        |
|  | Vélez Sarsfield      | Vélez Sarsfield      | 2                    | 5                    |                 |                 |                  |                  |                  |                  |  |  |              |              |              |              |  |  |                                                       |        |        |        |
|  | Deportivo Cali       | Deportivo Cali       | 0                    | 1                    |                 |                 |                  |                  |                  |                  |  |  |              |              |              |              |  |  |                                                       |        |        |        |
|  | Deportivo Cali       | Deportivo Cali       | 0                    | 1                    | Vélez Sarsfield | Vélez Sarsfield | 1                | 3                |                  |                  |  |  |              |              |              |              |  |  |                                                       |        |        |        |
|  |                      |                      |                      |                      | Vélez Sarsfield | Vélez Sarsfield | 1                | 3                |                  |                  |  |  |              |              |              |              |  |  |                                                       |        |        |        |
|  |                      |                      | Universidad Católica | Universidad Católica | 2               | 1               |                  |                  |                  |                  |  |  |              |              |              |              |  |  |                                                       |        |        |        |
|  | River Plate          | River Plate          | Universidad Católica | Universidad Católica | 2               | 1               | 1                | 1                |                  |                  |  |  |              |              |              |              |  |  |                                                       |        |        |        |
|  | River Plate          | River Plate          |                      |                      |                 |                 |                  | 1                |                  |                  |  |  |              |              |              |              |  |  |                                                       |        |        |        |
|  | Universidad Católica | Universidad Católica | 2                    | 0e                   |                 |                 |                  |                  |                  |                  |  |  |              |              |              |              |  |  |                                                       |        |        |        |
|  | Universidad Católica | Universidad Católica | 2                    | 0e                   | Vélez Sarsfield | Vélez Sarsfield | 0                | 0                |                  |                  |  |  |              |              |              |              |  |  |                                                       |        |        |        |
|  |                      |                      |                      |                      | Vélez Sarsfield | Vélez Sarsfield | 0                | 0                |                  |                  |  |  |              |              |              |              |  |  |                                                       |        |        |        |
|  |                      |                      | Lanús                | Lanús                | 1               | 3               |                  |                  |                  |                  |  |  |              |              |              |              |  |  |                                                       |        |        |        |
|  | Bolívar              | Bolívar              | Lanús                | Lanús                | 1               | 3               | 2                | 2                |                  |                  |  |  |              |              |              |              |  |  |                                                       |        |        |        |
|  | Bolívar              | Bolívar              |                      |                      |                 |                 |                  | 2                |                  |                  |  |  |              |              |              |              |  |  |                                                       |        |        |        |
|  | Lanús                | Lanús                | 1                    | 6                    |                 |                 |                  |                  |                  |                  |  |  |              |              |              |              |  |  |                                                       |        |        |        |
|  | Lanús                | Lanús                | 1                    | 6                    | Lanús           | Lanús           | 0                | 3                |                  |                  |  |  |              |              |              |              |  |  |                                                       |        |        |        |
|  |                      |                      |                      |                      | Lanús           | Lanús           | 0                | 3                |                  |                  |  |  |              |              |              |              |  |  |                                                       |        |        |        |
|  |                      |                      | Independiente        | Independiente        | 0               | 1               |                  |                  |                  |                  |  |  |              |              |              |              |  |  |                                                       |        |        |        |
|  | Fénix                | Fénix                | Independiente        | Independiente        | 0               | 1               | 1                | 0                |                  |                  |  |  |              |              |              |              |  |  |                                                       |        |        |        |
|  | Fénix                | Fénix                |                      |                      |                 |                 |                  | 0                |                  |                  |  |  |              |              |              |              |  |  |                                                       |        |        |        |
|  | Independiente        | Independiente        | 4                    | 1                    |                 |                 |                  |                  |                  |                  |  |  |              |              |              |              |  |  |                                                       |        |        |        |
|  | Independiente        | Independiente        | 4                    | 1                    | Lanús           | Lanús           | 0                | 0                |                  |                  |  |  |              |              |              |              |  |  |                                                       |        |        |        |
|  |                      |                      |                      |                      | Lanús           | Lanús           | 0                | 0                |                  |                  |  |  |              |              |              |              |  |  |                                                       |        |        |        |
|  |                      |                      | Defensa y Justicia   | Defensa y Justicia   | 3               | 3               |                  |                  |                  |                  |  |  |              |              |              |              |  |  |                                                       |        |        |        |
|  | Junior               | Junior               | Defensa y Justicia   | Defensa y Justicia   | 3               | 3               | 2                | 1 (4)            |                  |                  |  |  |              |              |              |              |  |  |                                                       |        |        |        |
|  | Junior               | Junior               |                      |                      |                 |                 |                  | 1 (4)            |                  |                  |  |  |              |              |              |              |  |  |                                                       |        |        |        |
|  | Unión La Calera      | Unión La Calera      | 1                    | 2 (2)                |                 |                 |                  |                  |                  |                  |  |  |              |              |              |              |  |  |                                                       |        |        |        |
|  | Unión La Calera      | Unión La Calera      | 1                    | 2 (2)                | Junior          | Junior          | 1                | 1                |                  |                  |  |  |              |              |              |              |  |  |                                                       |        |        |        |
|  |                      |                      |                      |                      | Junior          | Junior          | 1                | 1                |                  |                  |  |  |              |              |              |              |  |  |                                                       |        |        |        |
|  |                      |                      | Coquimbo Unido       | Coquimbo Unido       | 2               | 0e              |                  |                  |                  |                  |  |  |              |              |              |              |  |  |                                                       |        |        |        |
|  | Coquimbo Unido       | Coquimbo Unido       | Coquimbo Unido       | Coquimbo Unido       | 2               | 0e              | 0                | 2                |                  |                  |  |  |              |              |              |              |  |  |                                                       |        |        |        |
|  | Coquimbo Unido       | Coquimbo Unido       |                      |                      |                 |                 |                  | 2                |                  |                  |  |  |              |              |              |              |  |  |                                                       |        |        |        |
|  | Sport Huancayo       | Sport Huancayo       | 0                    | 0                    |                 |                 |                  |                  |                  |                  |  |  |              |              |              |              |  |  |                                                       |        |        |        |
|  | Sport Huancayo       | Sport Huancayo       | 0                    | 0                    | Coquimbo Unido  | Coquimbo Unido  | 0                | 2                |                  |                  |  |  |              |              |              |              |  |  |                                                       |        |        |        |
|  |                      |                      |                      |                      | Coquimbo Unido  | Coquimbo Unido  | 0                | 2                |                  |                  |  |  |              |              |              |              |  |  |                                                       |        |        |        |
|  |                      |                      | Defensa y Justicia   | Defensa y Justicia   | 0               | 4               |                  |                  |                  |                  |  |  |              |              |              |              |  |  |                                                       |        |        |        |
|  | Bahia                | Bahia                | Defensa y Justicia   | Defensa y Justicia   | 0               | 4               | 1                | 0                |                  |                  |  |  |              |              |              |              |  |  |                                                       |        |        |        |
|  | Bahia                | Bahia                |                      |                      |                 |                 |                  | 0                |                  |                  |  |  |              |              |              |              |  |  |                                                       |        |        |        |
|  | Unión                | Unión                | 0                    | 0                    |                 |                 |                  |                  |                  |                  |  |  |              |              |              |              |  |  |                                                       |        |        |        |
|  | Unión                | Unión                | 0                    | 0                    | Bahia           | Bahia           | 2                | 0                |                  |                  |  |  |              |              |              |              |  |  |                                                       |        |        |        |
|  |                      |                      |                      |                      | Bahia           | Bahia           | 2                | 0                |                  |                  |  |  |              |              |              |              |  |  |                                                       |        |        |        |
|  |                      |                      | Defensa y Justicia   | Defensa y Justicia   | 3               | 1               |                  |                  |                  |                  |  |  |              |              |              |              |  |  |                                                       |        |        |        |
|  | Defensa y Justicia   | Defensa y Justicia   | Defensa y Justicia   | Defensa y Justicia   | 3               | 1               | 1                | 1                |                  |                  |  |  |              |              |              |              |  |  |                                                       |        |        |        |
|  | Defensa y Justicia   | Defensa y Justicia   |                      |                      |                 |                 |                  | 1                |                  |                  |  |  |              |              |              |              |  |  |                                                       |        |        |        |
|  | Vasco da Gama        | Vasco da Gama        | 1                    | 0                    |                 |                 |                  |                  |                  |                  |  |  |              |              |              |              |  |  |                                                       |        |        |        |
|  | Vasco da Gama        | Vasco da Gama        | 1                    | 0                    |                 |                 |                  |                  |                  |                  |  |  |              |              |              |              |  |  |                                                       |        |        |        |
|  |                      |                      |                      |                      |                 |                 |                  |                  |                  |                  |  |  |              |              |              |              |  |  |                                                       |        |        |        |

## Nombre d'équipes par association et par tour
Les clubs repêchés de la Copa Libertadores apparaissent en italique.
| Association |       | 1er tour                                                                    | +   | 2e tour                                                                             | Huitièmes de finale                                               | Quarts de finale                                            | Demi-finales                                 | Finale                      |
| ----------- | ----- | --------------------------------------------------------------------------- | --- | ----------------------------------------------------------------------------------- | ----------------------------------------------------------------- | ----------------------------------------------------------- | -------------------------------------------- | --------------------------- |
| Brésil      |       | 6 Bahia, Fluminense, Fortaleza, Goiás, Mineiro, Vasco da Gama               | +1  | 3 Bahia, São Paulo, Vasco da Gama                                                   | 2 Bahia, Vasco da Gama                                            | 1 Bahia                                                     |                                              |                             |
| Argentine   |       | 6 Argentinos Juniors, Huracán, Independiente, Lanús, Unión, Vélez Sarsfield | +2  | 6 Atlético Tucumán, Defensa y Justicia, Independiente,Lanús,Unión, Vélez Sarsfield  | 5 Defensa y Justicia, Independiente,Lanús, Unión, Vélez Sarsfield | 4 Defensa y Justicia, Independiente, Lanús, Vélez Sarsfield | 3 Defensa y Justicia, Lanús, Vélez Sarsfield | 2 Defensa y Justicia, Lanús |
| Chili       |       | 4 Audax Italiano, Coquimbo Unido, Huachipato, Unión La Calera               | +1  | 5 Audax Italiano, Coquimbo Unido, Huachipato, Unión La Calera, Universidad Católica | 3 Coquimbo Unido, Unión La Calera, Universidad Católica           | 2 Coquimbo Unido, Universidad Católica                      | 1 Coquimbo Unido                             |                             |
| Colombie    |       | 4 Atlético Nacional, Deportivo Cali, Deportivo Pasto, Millonarios           | +2  | 5 Atlético Nacional, Deportes Tolima, Deportivo Cali, Junior, Millonarios           | 2 Deportivo Cali, Junior                                          | 1 Junior                                                    |                                              |                             |
| Bolivie     |       | 4 Always Ready, Blooming, Nacional Potosí, Oriente Petrolero                | +1  | 1 Bolívar                                                                           | 1 Bolívar                                                         |                                                             |                                              |                             |
| Équateur    |       | 4 Aucas, El Nacional, Emelec, Universidad Católica                          |     | 1 Emelec                                                                            |                                                                   |                                                             |                                              |                             |
| Paraguay    |       | 4 Nacional, River Plate, Sol de América, Sportivo Luqueño                   |     | 2 Sol de América, Sportivo Luqueño                                                  |                                                                   |                                                             |                                              |                             |
| Pérou       |       | 4 Atlético Grau, Cusco FC, Melgar, Sport Huancayo                           |     | 2 Melgar, Sport Huancayo                                                            | 1 Sport Huancayo                                                  |                                                             |                                              |                             |
| Uruguay     |       | 4 Fénix, Liverpool, Plaza Colonia, River Plate                              | +1  | 5 Fénix, Liverpool, Peñarol, Plaza Colonia, River Plate                             | 2 Fénix, River Plate                                              |                                                             |                                              |                             |
| Venezuela   |       | 4 Aragua, Llaneros, Mineros de Guayana, Zamora                              | +2  | 2 Caracas, Estudiantes de Mérida                                                    |                                                                   |                                                             |                                              |                             |
| Total       | Total | 44                                                                          | +10 | 32                                                                                  | 16                                                                | 8                                                           | 4                                            | 2                           |